# Panik Records
La Panik Records è una etichetta discografica greca, nonché il ramo locale e cipriota della Sony Music.